# الأكاديمية الإسلامية السعودية بالولايات المتحدة الأمريكية
الأكاديمية الإسلامية السعودية هي مؤسسة تربوية سعودية افتتحت في العام الدراسي 1984/1985م في الولايات المتحدة الأمريكية؛ بهدف تعليم أبناء المملكة العربية السعودية وأبناء الجاليات الإسلامية والعربية.

## الدراسة في الأكاديمية
بدأت الدراسة في الأكاديمية بمرحلتي الروضة والابتدائية، والتحق بها 324 طالبًا وطالبة في منطقة فيرفاكس في ولاية فرجينيا في مبنى تعود ملكيته للأكاديمية تقدر مساحته بـ 120,000 متر.
وفي العام الدراسي 1985/1986م أضيف الصفان السابع والثامن إلى الأكاديمية التي توسعت في العام الدراسي 1986/1987م بعد استئجار مبنى مدرسة (دون لورنغ) ليصبح مقرًا لقسم البنات، مما هيأ المجال لفتح الصفين التاسع ثم العاشر خلال العام الدراسي 1987/1988م.
وفي العام الدراسي 1988/1989م انتقلت الأكاديمية إلى مبنى في مدينة الإسكندرية في ولاية فرجينيا، ويقع المبنى على قطعة أرض مساحتها تبلغ مساحتها 10,61 فدان، وتبلغ مساحة المباني الواقعة عليها 154,000 قدم، ويبلغ عدد الفصول الدراسية 58 فصلاً، والمختبرات عشرة، ، بالإضافة إلى مسجد ومكتبة، وقاعة للطعام وأخرى للجمباز، وعيادتان طبيبتان ومكاتب الإدارة وغيرها من الأماكن.

## ميزانية الأكاديمية
تعتمد الأكاديمية في ميزانتها منذ تأسيسها على ما تخصصه حكومة المملكة العربية السعودية منذ عهد الملك فهد بن عبدالعزيز آل سعود، وقد بلغت بلغت ميزانية الأكاديمية في العام الأول من إنشائها 2,200,000, دولار أمريكي على وجه التقريب، ويضاف إلى ذلك مبلغ وقدره 3,500,000 دولار أمريكي وهو تكلفة شراء مبنى الأكاديمية.
ومع مرور الوقت تطورت الأكاديمية وازدادت نشاطاتها وفعالياتها التربوية والتعليمية والعلمية والثقافية والرياضية مما أدى إلى زيادة ميزانيتها السنوية، ففي العام الدراسي 1417/1418هـ بلغت ميزانيتها 13,000,00 دولار أمريكي.
ومن إيرادات الميزانية الرسوم الدراسية الرمزية التي لاتتجاوز 1% من النقات الفعلية، وقد فرضت على بعض الطلاب والطالبات.

## أهداف الأكاديمية
- إتاحة الفرصة لدراسة العلوم العربية والإسلامية لأبناء وبنات المقيمين من السعوديين والجاليات العربية والإسلامية في الولايات المتحدة الأمريكية.
- تزويد الطلاب والطالبات بمختلف المهارات والمعارف، ودراسة بعض المواد الدراسية باللغة الإنجليزية، وفق المناهج الدراسية المقررة في ولاية فرجينيا.
- الحرص على تمكين الطلاب والطالبات من تفعيل أدوارهم في مجتمعاتهم على أسس من القيم والأخلاق والمبادئ الإسلامية
- من خلال تنمية اتجاهاتهم السلوكية.
- بناء شخصية الطالب والطالبة والتركيز على معرفة الذات واحترامها وبناء الثقة في النفس على أسس من العقيدة الإسلامية السمحة.
- تنمية قدرة الطلاب والطالبات على التفكير المنطقي والموضوعي الفعال، وتنمية محبة المعرفة بوجه عام.
- تنمية تفاعل الطلاب والطالبات في التفاعل مع الجماعات العرقية والثقافية المختلفة عنهم تطبيقًا لمبادى الدين الإسلامي في تفاعله مع الأديان الأخرى.
- تأهيل الطلاب والطالبات للالتحاق بالجامعات السعودية والأمريكية من خلال الجمع بين المنهجين السعودي والأمريكي، إلى جانب إعدادهم للحياة العملية.
- فتح باب الانتساب في الأكاديمية وفقًا للمنهج السعودي وما نصت عليه لوائح وأنظمة الاختبارات المعمول بها في المملكة العربية السعودية بهدف؛ إتاحة فرصة الدراسة أمام الطلاب والطالبات المقيمين خارج منطقة واشنطن.[4]

## الاعتراف بالأكاديمية
تم الاعتراف بالأكاديمية السعودية الإسلامية من اتحاد المدارس الخاصة في فرجينيا، واتحاد المدارس والكليات الجنوبية وذلك في العام الدراسي 1989/1990م وتم تجديده في عام 1995م.
وقامت الأكاديمية باستخدام الاختبارات لقياس المستوى التعليمي مثل اختبار SRA، واختبار ERB؛ بهدف المقارنة بين مستويات الطلاب والطالبات التعليمية ومستوى المدارس الأمريكية المماثلة في ولاية فرجينيا.
ونظرًا لتميز مجموعة من خريجي الكاديمية فقد حصل عدد منهم على منح دراسية مجانية في بعض الجامعات الأمريكية، وقد وصلت قيمتها تقريبًا 400.000 دولار خلال العام الدراسي 1417/1418هـ.

## الهيكل التنظيمي
- مجلس أمناء الأكاديمية.
- مدير عام الأكاديمية.
- الأقسام التعليميةوهما:

قسم لتعليم البنات وآخر لتعليم البنين
ولكل منهما مدير وقسم إداري خاص ومنفصل.
- الأقسام الإدارية ويتبعها:

1. قسم الشؤون المالية والإدراية.
2. قسم الشؤون التربوية.
3. قسم العلاقات العامة والإعلام.

- المكتبة وقسم الوسائل التعليمية.[6]

## المنهج الدراسي
مما يتميز به المنهج الدراسي في الأكاديمية أنه يجمع بين البرنامج التعليمي السعودي ونظيره الأمريكي في منطقة فيرفاكس؛ ولذا ينقسم المنهج في الأكاديمية إلى قسمين:
- المنهج العربي:

ويأتي موافقًا للمنهج السعودي. ويضم بعض المواد مثل: القرآن الكريم والتربية الإسلامية، وعلوم اللغة العربية.
- المنهج الأمريكي: ويأتي موافقًا للمنهج التعليمي المتبع في منطقة فيرفاكس

ويضم بعض المواد مثل: الفيزياء والرياضيات والأحياء والكيمياء.

## المراحل الدراسية
- مرحلة الروضة والتمهيدي.
- المرحلة الابتدائية.
- المرحلة المتوسطة.
- المرحلة الثانوية.[8]

## الهيئة التعليمية في الأكاديمية
اهتمت الأكاديمية وحددت الشروط الواجب توافرها في من ينضم للأكاديمية خصوصًا المعلم والمعلمة، وهي:
- الكفاءة والأداء المهني.
- الاستقامة وحسن الخلق.
- جاهزية المعلم تربويًا لضمان نشوء واستمرار علاقة جيدة بينه وبين طلابه.[9]

## الخدمات المساندة في الاكاديمية
- المواصلات
- التغذية
- الخدمات الصحية
- المكتبة والوسائل التعليمية[10]

## النشاط اللاصفي
- الجمعيات الطلابية
- النشاط المسرحي.
- المعارض ومنها :

1. معرض العلوم
2. معرض الفنون
3. اليوم العالمي: ويخص التراث الثقافي للشعوب
4. معرض الكتاب

- المسابقات ومنها/

1. مسابقة حفظ القرآن الكريم.
2. مسابقة هجاء الإنجليزية.
3. مسابقة الخطابة
4. مسابقة الشعر والنثر.

- النشاط الرياضي.
- الزيارات والرحلات
- رعاية المتفوقين والموهوبين
- اللقاء المفتوح بين الأكاديمية وأولياء أمورالطلاب[11]